# Paula Jacklin
Paula Jacklin (* 24. März 1957 in Gainsborough) ist eine englische Dartspielerin.

## Werdegang

### Erste Karrierejahre
Jacklin tritt seit 2012 bei Dartsturnieren in Erscheinung, als sie im März erstmals am Welsh Classic teilnahm. Im Folgejahr sicherte sich die Dartspielerin den dritten Platz in der englischen Meisterschaft der Damen, indem sie im Viertelfinale Suzanne Smith besiegte und im Halbfinale schließlich von der Weltranglisten-Ersten Deta Hedman besiegt wurde. Jacklins Versuch, sich über die Teilnahme an einem Qualifikationsturnier für die BDO World Darts Championship 2014 zu qualifizieren, scheiterte, da sie im Spiel um Platz drei – in welchem das letzte WM-Ticket ausgespielt wurde – mit 0:3 gegen Rilana Erades verlor. Ihre erste Teilnahme am Damenturnier der BDO World Trophy endete im Achtelfinale, als die Rechtshänderin mit 2:4 Fallon Sherrock unterlag. Dafür erreichte sie bei mehreren Opens die letzten Runden und konnte sich mit der Gibraltar Open im gleichen Jahr ihren ersten Titel im Darts sichern. Dazu kam sie beim Womens Top of Genth ins Endspiel, nachdem sie Sherrock im Halbfinale besiegen konnte, unterlag in diesem jedoch der Niederländerin Aileen de Graaf.

### Aufstieg in der Weltrangliste
2015 qualifizierte sich Jacklin erstmals für eine Weltmeisterschaft, da sie sich durch ihr gutes Abschneiden im Vorjahr im BDO Invitation Table verbesserte. Ihr erstes Spiel gegen de Graaf verlor sie jedoch direkt mit 0:2 Sätzen. Auch bei nächsten WM ging Jacklin als ungesetzte Spielerin an den Start und kam ebenfalls nicht über die erste Runde hinaus. Weil sie bei weiteren Turnieren im Jahre 2016 ebenfalls früh scheiterte, büßte Jacklin in der Folge Plätze in der Weltrangliste ein, sodass sie sich für die BDO World Darts Championship 2017 nicht qualifizierte, jedoch auch kein Qualifikationsturnier durchlief. Erst als sich ihre Leistungen im Jahre 2017 stabilisierten, stieg sie wieder im BDO Invitation Table auf. Somit nahm sie 2018 abermals an der Darts-WM teil, scheiterte jedoch zum wiederholten Male in Runde eins an Aileen de Graaf. Beim British Classic erreichte sie im gleichen Jahr das Halbfinale, was den größten Erfolg für die Dartspielerin 2018 darstellte. Bei der BDO World Darts Championship 2019 scheiterte Jacklin ein drittes Mal gegen die Niederländerin de Graaf in Runde eins. Mit 61 Jahren war Jacklin die älteste weibliche Teilnehmerin an einer Darts-Weltmeisterschaft.
2021 gewann Jacklin die Malta Open und qualifizierte sich für die WDF World Darts Championship 2022. Dort schied sie jedoch in Runde eins gegen Rhian O’Sullivan mit 0:2 aus. Nach einem Halbfinale bei den Swiss Open spielte sie sich ins Viertelfinale der Dutch Open. Ende August erreichte Jacklin das Finale der Swedish Masters. Dieses verlor sie allerdings mit 1:5 gegen Aileen de Graaf. Das Halbfinale der FCD Anniversary Open Anfang September verlor Jacklin mit 2:4 gegen die spätere Turniersiegerin Maud Jansson. Bei den Hungarian Masters kam Jacklin ins Halbfinale und beim Malta Masters konnte sie sogar ins Finale einziehen, welches sie gegen Anca Zijlstra verlor. Das Finale der Italian Grand Masters Ende November verlor Jacklin mit 4:5 gegen Priscilla Steenbergen.
Mitte März 2023 erreichte Jacklin das Finale des Budapest Classic, welches sie mit 0:5 gegen Veronika Ihász verlor. Beim am gleichen Wochenende ausgetragenen Budapest Masters kam sie ins Halbfinale. Ende April unterlag sie Priscilla Steenbergen im Achtelfinale der Denmark Open. Beim Denmark Masters verlor sie im Viertelfinale gegen Aileen de Graaf. Kurz darauf Anfang Mai kam sie bei den Welsh Open ebenfalls ins Viertelfinale. Mitte September spielte sie sich ins Halbfinale des British Classic, welches sie gegen Aletta Wajer mit 1:4 verlor. Anfang Oktober stand sie im Viertelfinale der Belfry Open. und Ende November im Finale der Gibraltar Open, welches sie aber gegen Sophie McKinlay verlor.
Bei der WDF World Darts Championship 2023 setzte sich ihre Negativ-Serie fort, dass sie noch nie einen Satz bei einer WM gewinnen konnte. Gegen Aletta Wajer verlor sie 0:2.
Anfang Juni spielte sie das Turnierwochenende im Schweizerischen Kloten. Nachdem sie bei den Swiss Open im Halbfinale gegen Irina Armstrong mit 2:4 ausgeschieden war, gewann sie die Helvetia Open nach Siegen über Monique Lessmeister, ebenfalls Armstrong und im Finale Lisa Ashton. Letzteres Spiel endete mit 5:2. Anfang August spielte sie sich bei den Belgium Open ins Finale, welches sit mit 2:5 gegen Aileen de Graaf verlor.
Mitte Oktober nahm Jacklin am World Masters 2024 in Budapest teil. Sie spielte sich mit zwei Siegen durch die Gruppenphase, besiegte daraufhin Andrea Taylor aus den Vereinigten Staaten, unterlag dann aber mit 3:5 gegen Irina Armstrong. Bei den Irish Open im November erreichte Jacklin das Halbfinale, dass sie gegen die spätere Siegerin Lorraine Hyde verlor. Bei der WDF World Darts Championship 2024, zu der Jacklin nach Absage der Neuseeländerin Mary-Anne Teinaki nachgerückt war, traf sie auf Paula Murphy. Jacklin gewann lediglich ein Leg und unterlag mit 0:2.
Mitte Februar stand Jacklin im Halbfinale des Scottish Classic, welches sie mit 3:4 gegen Turniersiegerin Lorraine Hyde verlor. Eine Woche später siegte Jacklin bei den Slovak Masters. Im Finale schlug sie Kirsi Viinikainen mit 5:0.

## Weltmeisterschaftsresultate

### BDO
- 2015: Achtelfinale (0:2-Niederlage gegen  Aileen de Graaf)
- 2016: Achtelfinale (0:2-Niederlage gegen  Lisa Ashton)
- 2018: Achtelfinale (0:2-Niederlage gegen  Aileen de Graaf)
- 2019: Achtelfinale (0:2-Niederlage gegen  Aileen de Graaf)
- 2020: Achtelfinale (0:2-Niederlage gegen  Lisa Ashton)

### WDF
- 2022: 1. Runde (0:2-Niederlage gegen  Rhian O’Sullivan)
- 2023: 1. Runde (0:2-Niederlage gegen  Aletta Wajer)
- 2024: 1. Runde (0:2-Niederlage gegen  Paula Murphy)

## Titel

### WDF
- Silber-Turniere 
  - Malta Open: (1) 2021
- Bronze-Turniere
  - Slovak Masters: (1) 2025

## Privates
Jacklin ist mit ihrem Ehemann Derek verheiratet, der im August 2018 zum Chairman der BDO ernannt wurde.